# Lothar Fendler
Lothar Fendler, född 13 augusti 1913 i Breslau, död 7 mars 1983 i Stuttgart, var en tysk SS-Sturmbannführer.
Fendler var år 1941 tillförordnad chef för Sonderkommando 4b inom Einsatzgruppe C och ansvarig för massakrer på civilpersoner i Ukraina. Senare blev han chef för en av RSHA:s underavdelningar.
Vid Einsatzgruppenrättegången i Nürnberg 1947–1948 dömdes Fendler för krigsförbrytelser och brott mot mänskligheten till 10 års fängelse, men straffet omvandlades i januari 1951 till 8 års fängelse. Han frisläpptes dock redan i mars samma år.